# 謝爾蓋·希洛金
謝爾蓋·奧列戈維奇·希洛金（俄語：Серге́й Оле́гович Сиро́ткин，國際音標：[sʲɪrˈɡʲej ɐˈlʲɛɡəvʲɪtɕ sʲɪˈrotkʲɪn]，1995年8月27日—）是一名俄羅斯職業賽車手，目前效力於俄罗斯的SMP车队，参加房车赛事。他曾效力于一级方程式赛车雷诺车队与迈凯伦车队，同时担任两只车队的测试车手。他在2018年赛季曾为威廉斯馬丁尼車隊效力，担任主力车手。他是2011年阿巴斯方程式冠軍。

## 職業生涯

### 阿巴斯方程式
2010年，15歲的希洛金晉升至單人座賽事，為傑澤車隊出賽於義大利新創立的阿巴斯方程式系列賽。他在瓦尼倫加首度上場便取得積分，隨後又繳出4場積分完賽，在年度積分榜上名列第18。希洛金在2011年繼續為傑澤車隊參賽阿巴斯方程式；第二屆系列賽分拆為歐洲及義大利錦標賽兩部分。不過，希洛金在斯帕分站前轉隊至Euronova車隊。他在本季14場比賽中獲得5場冠軍，以缺席1場的成績獲得歐洲系列賽冠軍。義大利系列賽方面，希洛金在收官站蒙扎發生失誤退賽，以2場勝利獲得年度亞軍，敗給前隊友派屈克·尼德豪澤。

### Auto GP世界系列賽
2012年，希洛金持續為Euronova車隊效力，轉戰Auto GP世界系列賽。他在生涯首場Auto GP賽事——蒙扎分站便取得頭排發車位，僅以0.04秒之差將桿位讓給阿德里安·奎夫-霍伯斯。他的車輛在第一場發生拋錨事故，至第二場便以第四名完賽；此外，他在這兩場比賽皆寫下最快圈速紀錄。到了瓦倫西亞分站，他再度從積分領先者奎夫-霍伯斯後方發車，不過，此次希洛金在首個彎角便超越對手，最終拿下首座分站冠軍（也獲得最快單圈紀錄），成為當時最年輕的Auto GP分站冠軍得主。經過第二場再度寫下最快單圈紀錄後，希洛金立下了開季連續四筆最快單圈紀錄之舉；打破罗曼·格罗斯让原先保有的紀錄。希洛金在積分榜上敗給了奎夫-霍伯斯及帕爾·瓦哈格，以第三名結束本年度賽事。他在本季共取得瓦倫西亞與索諾瑪兩座分站冠軍，以及七次頒獎台完賽。此外，他也於馬拉喀什市街賽道取得生涯首座桿位。

### 一級方程式賽車
2013年7月，希洛金加入一級方程式賽車薩伯車隊，將目標放在參加2013年賽季的週五練習賽，以及2014年正式車手席位。但是到了2014年，他在隊中僅能擔任測試車手。4月8日，希洛金在巴林的測試共完成75圈，滿足了超級駕照所需行駛距離超過300公里的要求，並取得全場第8快的單圈成績。隨後，他出賽2014年俄羅斯大獎賽自由練習賽，在他的首個大獎賽週末取得第17名的成績，僅比經驗較豐富的隊友艾德里安·苏蒂尔慢約0.4秒。2015年，處於財務困境的薩伯需要藉由贊助商車手來獲取資金，致使希洛金未能成功續約。
2016年4月，希洛金再次獲得駕駛一級方程式賽車的機會，雷諾宣布由希洛金擔任該隊的開發車手，同時，將在俄羅斯大獎賽參與第一階段自由練習賽。經過2014年為薩伯出戰的經驗，第二度出席練習賽的希洛金取得了第13名，領先其隊友喬里昂·帕爾默約0.8秒。

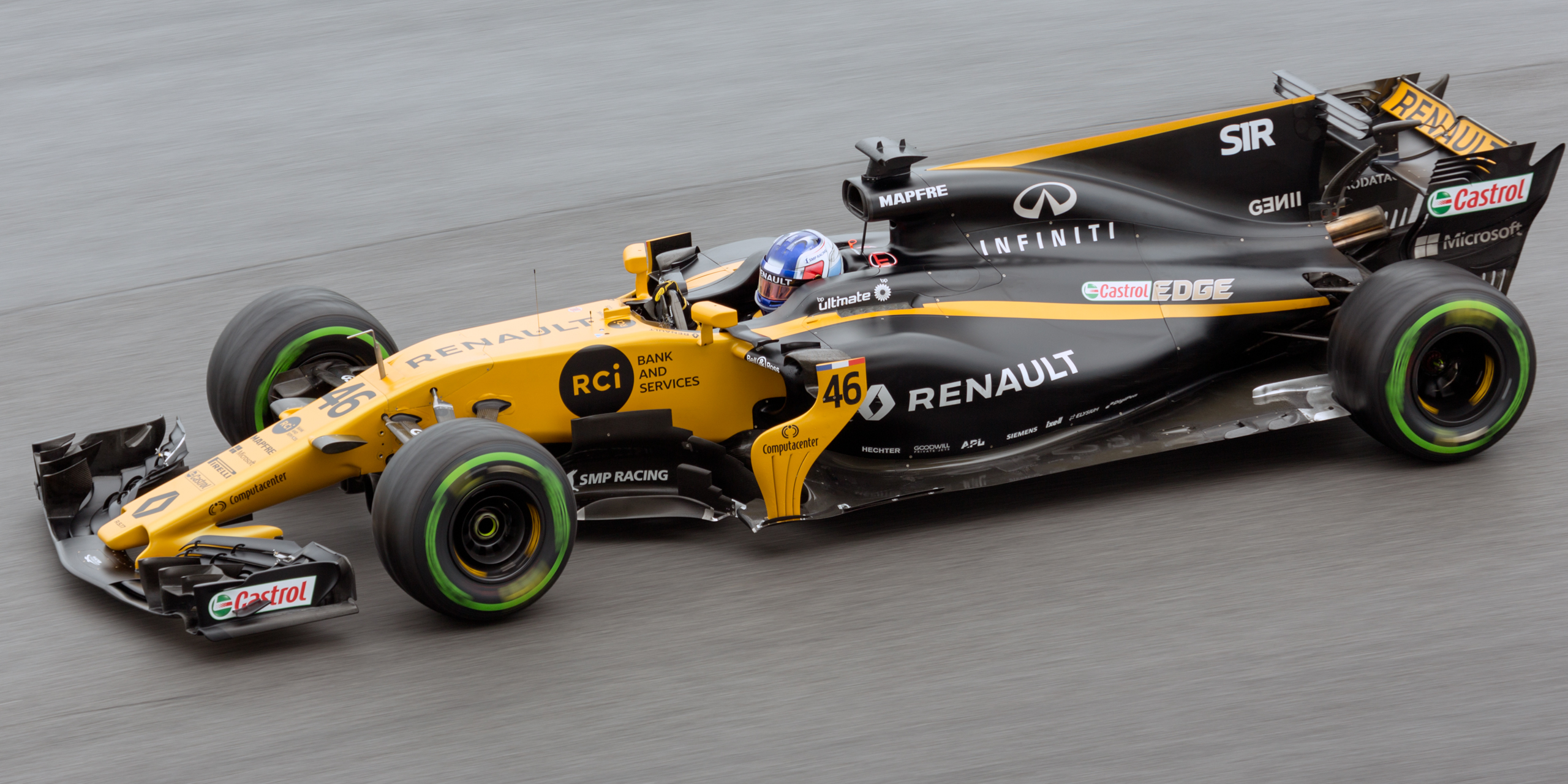
希洛金於雪邦參加2017年馬來西亞大獎賽第一階段自由練習賽。

希洛金在2017年成為雷諾車隊的儲備車手。他替車隊參與了俄羅斯、西班牙、奧地利及馬來西亞大獎賽的第一階段自由練習賽，表現受到雷諾董事總經理西里爾·阿比特布爾肯定。
2017年阿布達比大獎賽結束後，希洛金在亞斯碼頭為威廉斯進行半日的輪胎測試，他的駕駛速度與天賦、技術反饋及工作態度令車隊印象深刻。2018年1月16日，威廉斯宣布由希洛金取代退休的菲利佩·马萨，成為該隊2018年賽季正式車手。
2018年赛季，他驾驶35号赛车为威廉姆斯参加了全部的21场比赛，但是由于赛车的竞争力不足，导致他只在意大利站获得1个积分，在年度车手积分榜上位列最后一名。
2018年赛季结束后，斯洛金离开威廉姆斯并加入雷诺车队作为测试车手。而在2019年赛季中期，他又被迈凯伦车队聘为测试车手。成为赛事中少有的同时为两家车队效力的车手。

### 國際汽聯二級方程式錦標賽
希洛金曾在2017年國際汽聯二級方程式錦標賽駕駛達拉拉GP2/11賽車，頂替受傷的亞歷山大·阿邦出賽巴庫分站。他在該分站中的兩場賽事皆以積分完賽。

## 賽車生涯成績

### 一級方程式賽車成績
（圖例）粗體為桿位出賽，斜體為最快圈速
| 賽季   | 車隊             | 底盤        | 引擎                            | 1      | 2       | 3     | 4     | 5     | 6     | 7     | 8     | 9     | 10    | 11     | 12    | 13    | 14 | 15    | 16    | 17    | 18    | 19    | 20      | 21    | 排名 | 積分 |
| ------ | ---------------- | ----------- | ------------------------------- | ------ | ------- | ----- | ----- | ----- | ----- | ----- | ----- | ----- | ----- | ------ | ----- | ----- | -- | ----- | ----- | ----- | ----- | ----- | ------- | ----- | ---- | ---- |
| 2014年 | 索伯F1車隊       | 索伯 C33    | 法拉利 059/3 1.6 V6 t           | 澳     | 马      | 巴林  | 中    | 西    | 摩    | 加    | 奥    | 英    | 德    | 匈     | 比    |       | 新 | 日    | 俄 TD | 美    | 巴西  | 阿    |         |       | —    | —    |
| 2016年 | 雷諾運動F1車隊   | 雷諾 R.S.16 | 雷諾 R.E.16 1.6 V6 t            | 澳     | 巴林    | 中    | 俄 TD | 西    | 摩    | 加    | 歐    | 奧    | 英    | 匈     | 德    | 比    |    | 新    | 馬    | 日    | 美    | 墨    | 巴西 TD | 阿    | —    | —    |
| 2017年 | 雷諾運動F1車隊   | 雷諾 R.S.17 | 雷諾 R.E.17 1.6 V6 t            | 澳     | 中      | 巴林  | 俄 TD | 西 TD | 摩    | 加    | 亞    | 奧 TD | 英    | 匈     | 比    |       | 新 | 馬 TD | 日    | 美    | 墨    | 巴西  | 阿      |       | —    | —    |
| 2018年 | 威廉斯馬丁尼車隊 | 威廉斯 FW41 | 梅賽德斯 M09 EQ Power+ 1.6 V6 t | 澳 Ret | 巴林 15 | 中 15 | Ret   | 西 14 | 摩 16 | 加 17 | 法 15 | 奧 13 | 英 14 | 德 Ret | 匈 16 | 比 12 | 10 | 新 19 | 俄 18 | 日 16 | 美 13 | 墨 13 | 巴西 16 | 阿 15 | 第20 | 1    |

* 賽季進行中。

## 外部連結
- Sergey Sirotkin 在DriverDB.com上的职业生涯数据（英文）
- 謝爾蓋·希洛金的X（前Twitter）

| 體育角色                                              | 體育角色                           | 體育角色                                 |
| ----------------------------------------------------- | ---------------------------------- | ---------------------------------------- |
| 前任： 布蘭登·梅薩諾 （Brandon Maïsano） 阿巴斯方程式 | 阿巴斯方程式歐洲系列賽 冠軍 2011年 | 繼任： 尼古拉斯·科斯塔 （Nicolas Costa） |